# Ятченко, Ирина Васильевна
Ири́на Васи́льевна Я́тченко (бел. Ірына Васільеўна Ятчанка; род. 31 октября 1965, Гомель) — белорусская метательница диска, чемпионка мира 2003 года и бронзовый призёр Олимпийских игр 2000 года. Заслуженный мастер спорта Республики Беларусь (2000).
Тренировалась под руководством Владимира Сивцова.
Замужем за белорусским метателем молота Игорем Астапковичем. Сын — баскетболист Антон Астапкович.
Участница пяти подряд летних Олимпиад (1992—2008). Личный рекорд — 69 м 14 см (2004). Обладательница лучшего результата сезона в мире в метании диска (2004).
Стала показывать свои лучшие результаты в возрасте за 30 лет: чемпионкой мира стала в возрасте 37 лет, а вторую олимпийскую бронзу выиграла в 38, в том же сезоне установила свой личный рекорд. В финале афинской Олимпиады 2004 года Ятченко даже лидировала некоторое время с результатом 66 м 17 см, но затем её обошли гречанка Анастасия Келесиду (66,68) и россиянка Наталья Садова (67,02). В 2012 году была лишена бронзовой награды Афин за использование допинга.

## Достижения
| Год  | Чемпионат                         | Место проведения    | Результат |
| ---- | --------------------------------- | ------------------- | --------- |
| 2000 | Олимпийские игры                  | Сидней, Австралия   | 3 место   |
| 2003 | Чемпионат мира                    | Париж, Франция      | 1 место   |
| 2004 | Олимпийские игры                  | Афины, Греция       | дискв.    |
| 2004 | Всемирный легкоатлетический финал | Монте-Карло, Монако | 3 место   |